# Concessioni Autostradali Venete

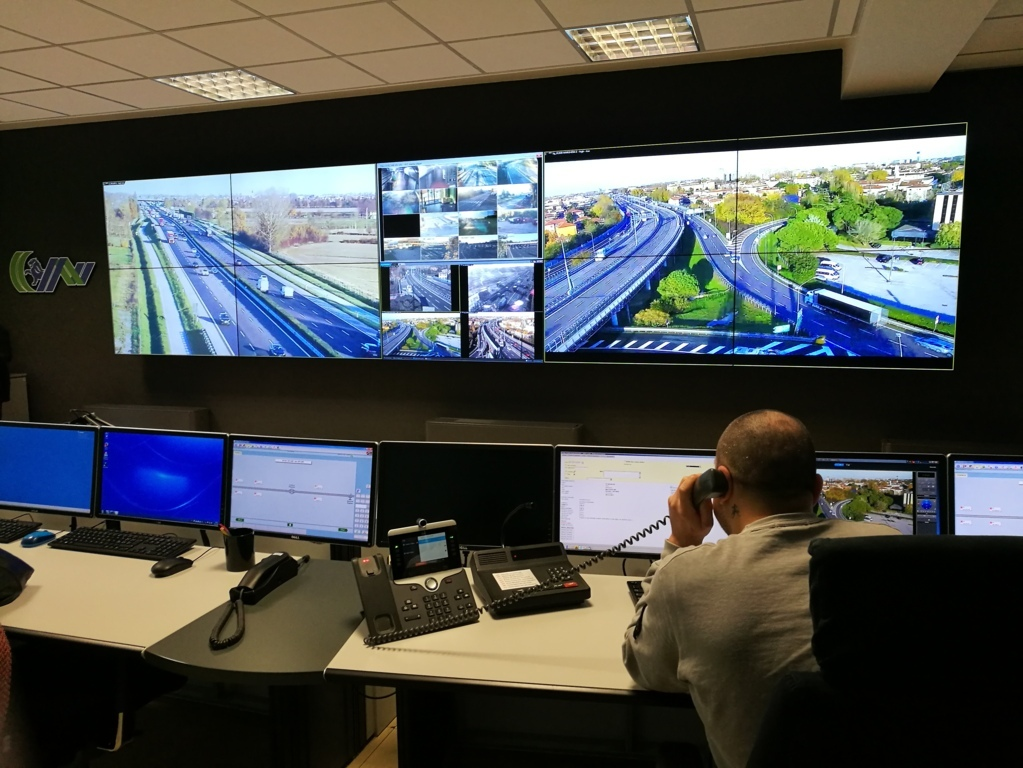
Centro Operativo di CAV a Venezia-Mestre

Concessioni Autostradali Venete - CAV S.p.A. è una società per azioni italiana operante nel settore della gestione in concessione di tratti autostradali.

## Storia
Nasce il 1º marzo 2008 con sede a Venezia in seguito alla Legge 244/07 (Legge Finanziaria 2008).
AISCAT ricorse al Tar del Lazio, al Tribunale civile, alla Commissione europea e all'Alta Corte di Giustizia del Lussemburgo, per contestare l'affidamento diretto a società pubbliche, pur in presenza di un mercato di operatori di settore, senza gara pubblica, del tratto Venezia-Padova a CAV. Non vi sono state azioni ostative da parte dei Tribunali aditi, ed anche la Commissione Europea si è pronunciata dichiarando di non essere in possesso di informazioni che prefigurino un aiuto di stato illecito riguardo l'assegnazione della gestione a CAV del Passante di Mestre e della tratta autostradale Venezia-Padova.
La concessione scade il 31 dicembre 2032.

## Assetto Societario
La società è partecipata pariteticamente al 50% del capitale da Autostrade dello Stato S.p.A. e al restante 50% dalla Regione Veneto. Unica nel panorama delle concessioni autostradali italiane, la Società ha per vincolo l'investimento complessivo degli utili in nuove infrastrutture per il Veneto, di concerto con la Regione Veneto e il Ministero delle infrastrutture e dei trasporti. Non è prevista, infatti, alcuna redistribuzione dei dividendi fra i soci.

## Tratte gestite

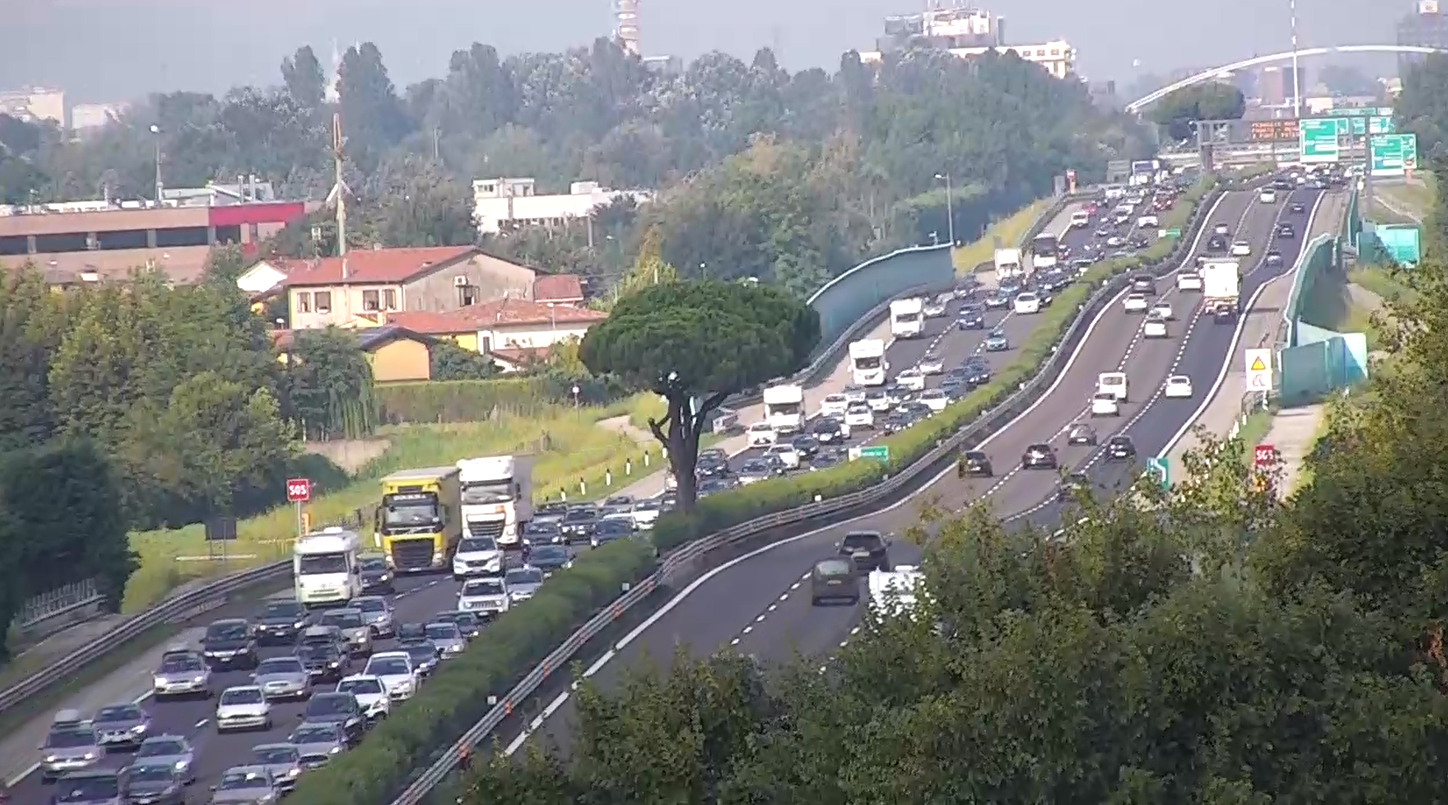
A4 tra Padova Est e il bivio con la A57-Tangenziale di Mestre

Oltre al Passante di Mestre, CAV gestisce l'autostrada A4 dallo svincolo di Padova est a Venezia est (allacciamento con l'A57), l'A57 Tangenziale di Mestre (per i primi 16 km) e il raccordo con l'aeroporto di Venezia Marco Polo.
Nello specifico la gestione riguarda le seguenti tratte autostradali:
Sistema autostradale chiuso:
- la A4 Passante di Mestre: dalla stazione di Padova Est (km 363+724) all’interconnessione est con la A57 (km 406+976);
- la A57 Tangenziale di Mestre nel tratto compreso tra l’interconnessione ovest con la A4 (km 0) e la barriera autostradale di Venezia-Mestre (km 9+272).

Sistema autostradale aperto:
- la A57 Tangenziale di Mestre nel tratto compreso tra la barriera autostradale di Venezia-Mestre (km 9+272) e lo svincolo Terraglio (km 16+161);
- la A57 diramazione Marco Polo, raccordo autostradale tra la Tangenziale di Mestre, l'Autostrada A27 e l’aeroporto Marco Polo di Tessera (Venezia).

Lo sviluppo complessivo convenzionale delle opere è di km 74,1.
In una visione più generale delle reti di collegamento europee, le strutture di CAV costituiscono una cerniera all’interno del quinto corridoio intermodale nel punto di innesto tra l’itinerario europeo E70, che collega La Coruña in Spagna con Trebisonda in Turchia, con l’itinerario E55 che unisce Helsingborg in Svezia con Kalamàta in Grecia.